# Rathaus Waren
Das Neue Rathaus von Waren wurde 1862 eingeweiht. Es befindet sich im Stadtkern von Waren, direkt am Marktplatz in der Nähe der Marienkirche.

## Geschichte

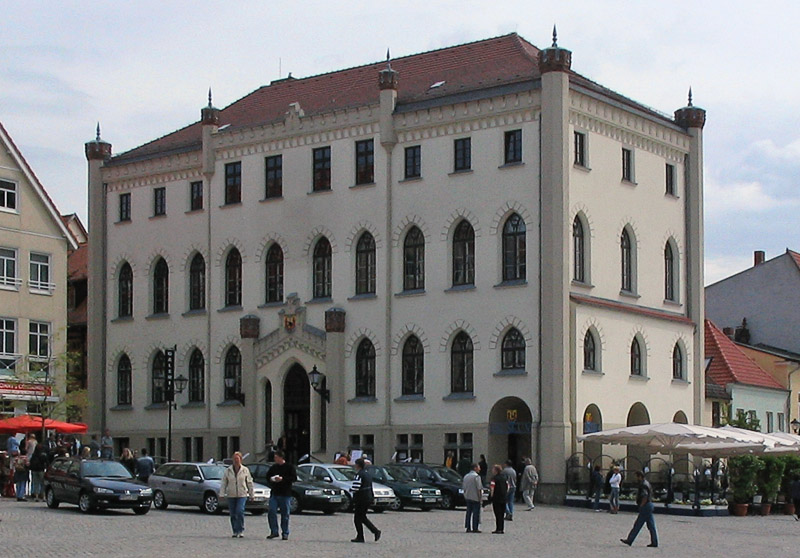
Waren: Neues Rathaus

Ursprünglich lag die Stadt im Bereich der um 1273 gebauten St. Georgenkirche. Seit 1292 wurde Waren als „civitas“ (Stadtrecht) bezeichnet und ab 1331 als „oppidum“ (kleinere Stadt).
Am Alten Markt – heute: Alter Markt 14 –  befand sich seit dem frühen 15. Jahrhundert das erste Rathaus. Das  Alte Rathaus war ein zweigeschossiger Backsteinbau mit Arkaden am Ostgiebel, die als Gerichtslaube dienten.

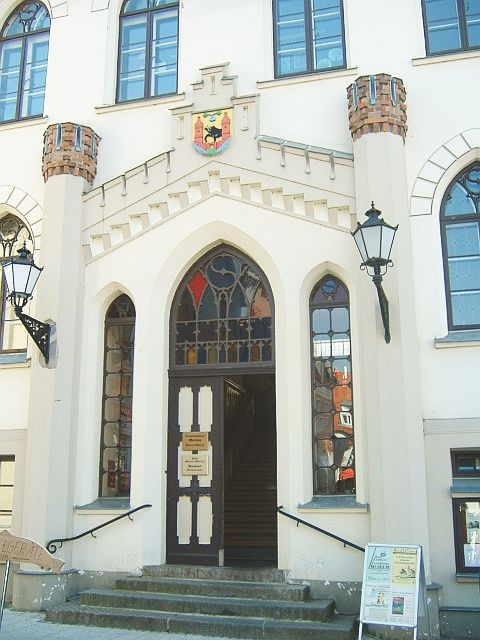
Rathauseingang mit Wappen

Wenig später entstand die Neustadt, die um 1325 mit der Altstadt vereint wurde. Mitten auf dem Neuen Markt, der nun die zentrale Stellung übernahm, entstand das zweite Rathaus.
1699, nach dem letzten Stadtbrand, musste die Stadt praktisch neu aufgebaut werden.
Das dritte, dreigeschossige „Neue Rathaus“ wurde 1791 bis 1797 im historisierenden Stil der Tudorgotik gebaut. Die Ecken des Putzbaus wurden durch schlanke türmchenartige Streben betont. Der umlaufende Zinnenkranz schließt das Walmdach ab und wird an den Längsseiten durch jeweils zwei weitere Fialtürmchen unterbrochen. Eine offene Arkade befindet sich an der rechten Seite.
1857 erfolgte ein erheblicher Ausbau des Rathauses.

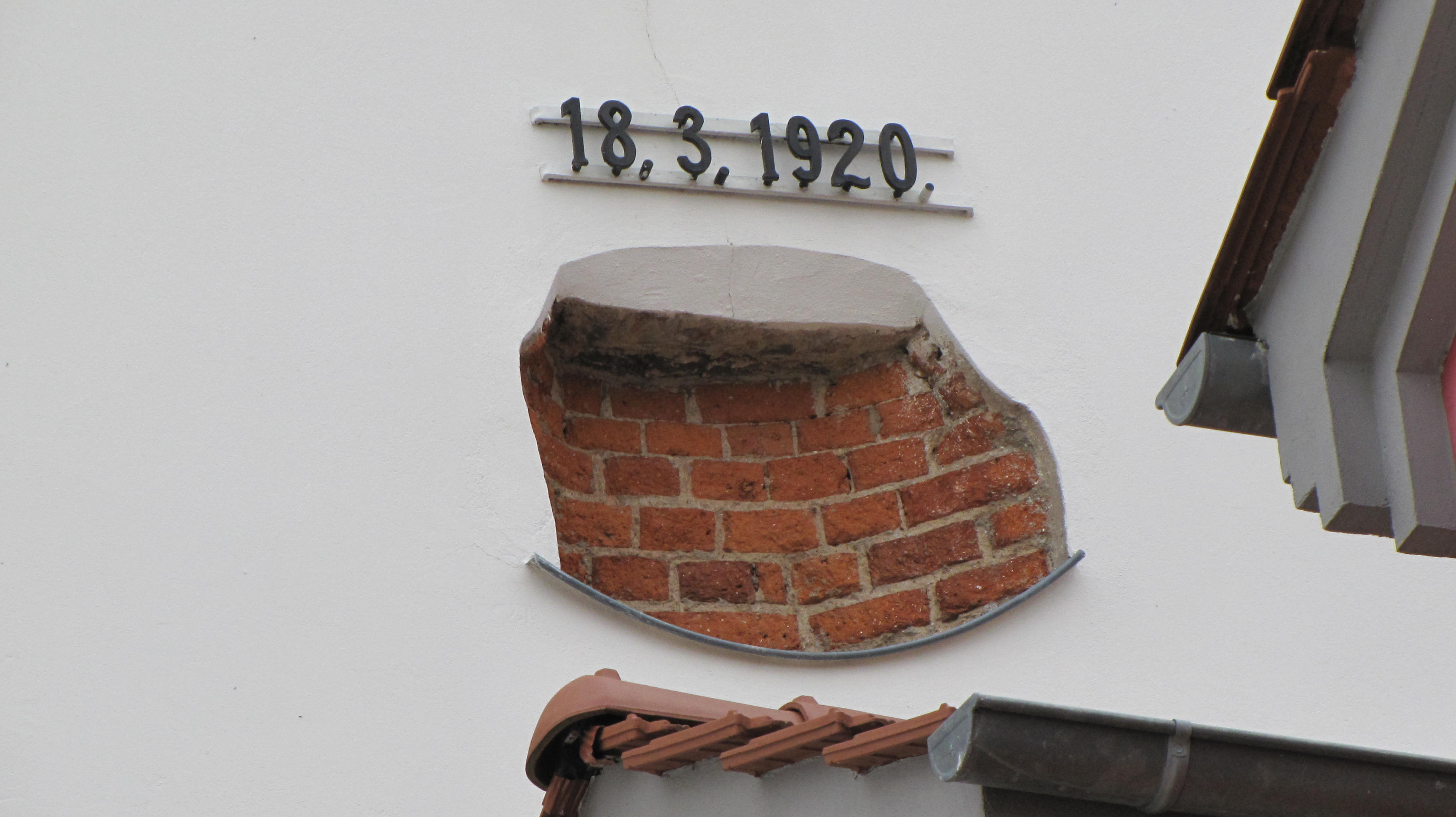
Einschlagsloch in der Wand des Rathauses vom „18. März 1920.“

Als die Stadt 1920 im Zuge des Kapp-Putsch beschossen wurde, wurde auch das Rathaus getroffen. Der Einschuss an der Rückseite des Gebäudes ist heute noch erhalten.
Das Neue Rathaus wurde um 1997 im Rahmen der allgemeinen Stadterneuerung saniert. Die Stadtverwaltung befindet sich heute am westlichen Rande der Altstadt.